# Боровлево (Тверская область)
Боровлево — пригородная деревня в Калининском районе Тверской области. Относится к Бурашевскому сельскому поселению. До 2006 года входила в состав Андрейковского сельского округа.
Расположена южнее Твери, в 1,5 км от крайних домов посёлка имени Крупской. Недалеко проходит Бурашевское (Тургиновское) шоссе.
Население по переписи 2002 года — 30 человек, 13 мужчин, 17 женщин.
К востоку от деревни, между городской чертой и соседней деревней Садыково, расположена промзона Боровлево-2. Промзона Боровлево-1 находится к западу от деревни, за Бурашевским шоссе.